# Алма-Ата — моя первая любовь

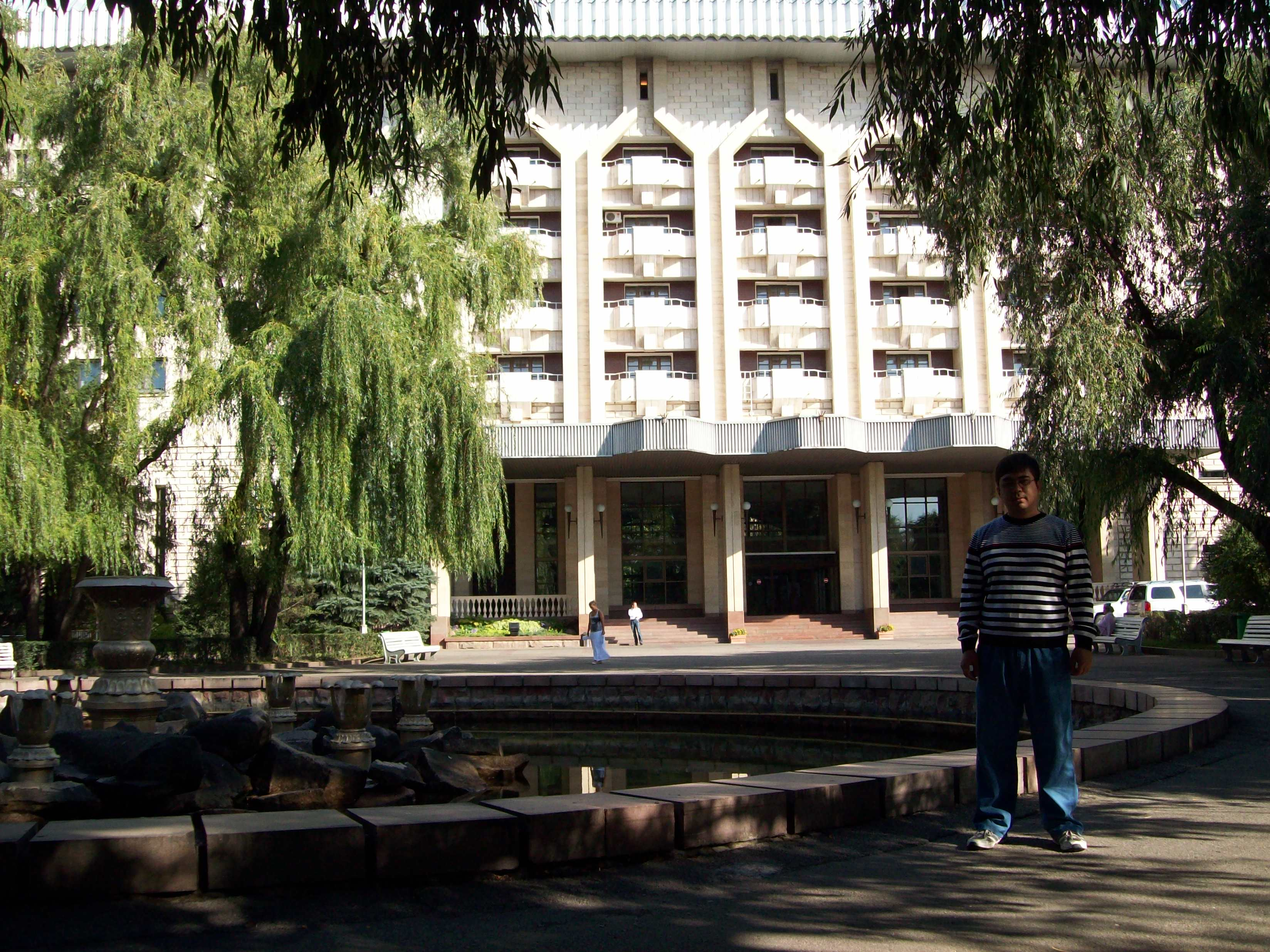
Санаторий «Алатау». Место проведения 1999—2009, 2017

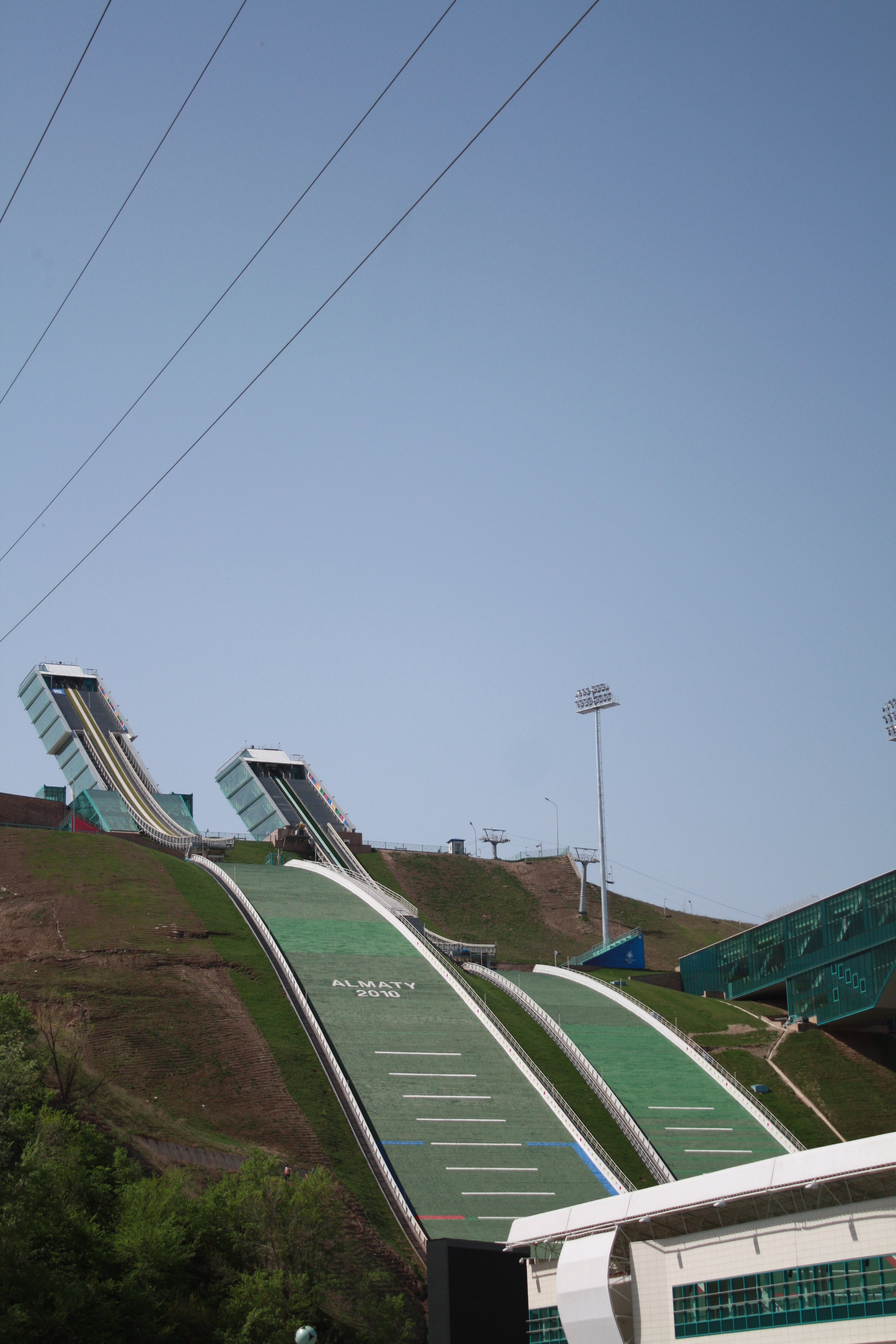
Комплекс трамплинов. Место проведения 2011—2014, 2016

«Алма-Ата — моя первая любовь!» — один из крупнейших в Казахстане ретро-фестивалей, проводимый в Алма-Ате (Казахстан) с 1999 года в рамках празднования Дня города.

## История
Первый ретро-фестиваль «Алма-Ата — моя первая любовь!» состоялся в Алма-Ате под патронажем Дариги Назарбаевой в 1999 году. Местом проведения фестиваля стал санаторий «Алатау». Главной идеей является сохранение духовной связи поколений алматинцев, поддержка статуса Алма-Аты как культурного центра страны. Организатором фестиваль выступило агентство «Хабар». Это был проект по воспроизведению духовной атмосферы и уникальной культуры города 1960 — начала 80-х годов.
В 2008 году прошёл 10-й юбилейный фестиваль. К этому времени в Казахстане появились аналоги в Караганде («Караганда — город юности моей») и Усть-Каменогорске («Юность моя — Усть-Каменогорск»). Постоянными исполнителями конкурса являются Роза Рымбаева, ансамбли «Жетыген» и «Дос-Мукасан».
В 2009 году традиционный фестиваль проводился в виде музыкального спектакля. Гостями фестиваля стали Эдита Пьеха, Надежда Чепрага, Патрик Симон, Ренат Ибрагимов, Нани Брегвадзе.
В 2010 году ретро-фестиваль не проводился.
В 2011 году фестиваль сменил место проведения. В этом году он впервые прошёл на комплексе лыжных трамплинов. Ведущими вечера традиционно стали Сагнай Абдуллин и Нагима Ескалиева. Фестиваль был посвящён 20-летию независимости Казахстана. На нём были исполнены песни 90-х и 2000-х годов.
В 2012 году темой фестиваля стала «Я — легенда!». На фестивале исполнялись песни известных казахстанских исполнителей.
В рамках фестиваля 2013 года проводился «Музыкальный баттл» между исполнителями прошлых лет.
Темой 15-го юбилейного фестиваля стала "Церемония «О…». В рамках фестиваля людям, которые внесли вклад в становление и развитие казахстанской музыки, вручили памятную премию. Первые статуэтки были вручены бессменным ведущим шоу Нагиме Ескалиевой и Сагнаю Абдуллину, народной артистке СССР Бибигуль Тулегеновой, основателям фестиваля и акиму Алматы Ахметжану Есимову. Фейерверк после фестиваля вызвал возгорание сухой травы около комплекса трамплинов.
В 2015 году ретро-фестиваль не проводился из-за нехватки финансирования.
Ретро-фестиваль 2016 года проводился в рамках празднования 1000-летия Алма-Аты и 25-летия независимости Казахстана. Шоу «Назад в будущее» было посвящено значимым событиям конца XX века.
В 2017 году фестиваль вернулся на площадку санатория «Алатау».
В сентябре 2019 года прошёл 18-й по счёту фестиваль, приуроченный ко Дню города. Мероприятие проходило в амфитеатре «Шабыт», в Центральном парке культуры и отдыха. Фестиваль открыл аким Алматы Бахытжан Сагинтаев. Помимо известных казахстанских исполнителей, в списке приглашённых гостей были: Лайма Вайкуле, Валерий Сюткин, Наташа Королёва и Игорь Николаев.